# Oikopleura cornutogastra
Oikopleura cornutogastra är en ryggsträngsdjursart som först beskrevs av Gegenbaur 1855.  Oikopleura cornutogastra ingår i släktet Oikopleura och familjen lysgroddar. Inga underarter finns listade i Catalogue of Life.